# Procédé COLEX
Le procédé COLEX (pour column exchange, en anglais) est une méthode chimique de séparation isotopique du lithium 6 et du lithium 7, employant du mercure.
Depuis le commencement de l'industrie nucléaire, plusieurs méthodes d'enrichissement isotopique du lithium ont été développées (notamment des méthodes chimiques, électromagnétiques, laser ou encore centrifuge). C'est la méthode COLEX qui a suscité le plus d'intérêt, et mise en œuvre dans plusieurs pays.

## Débuts

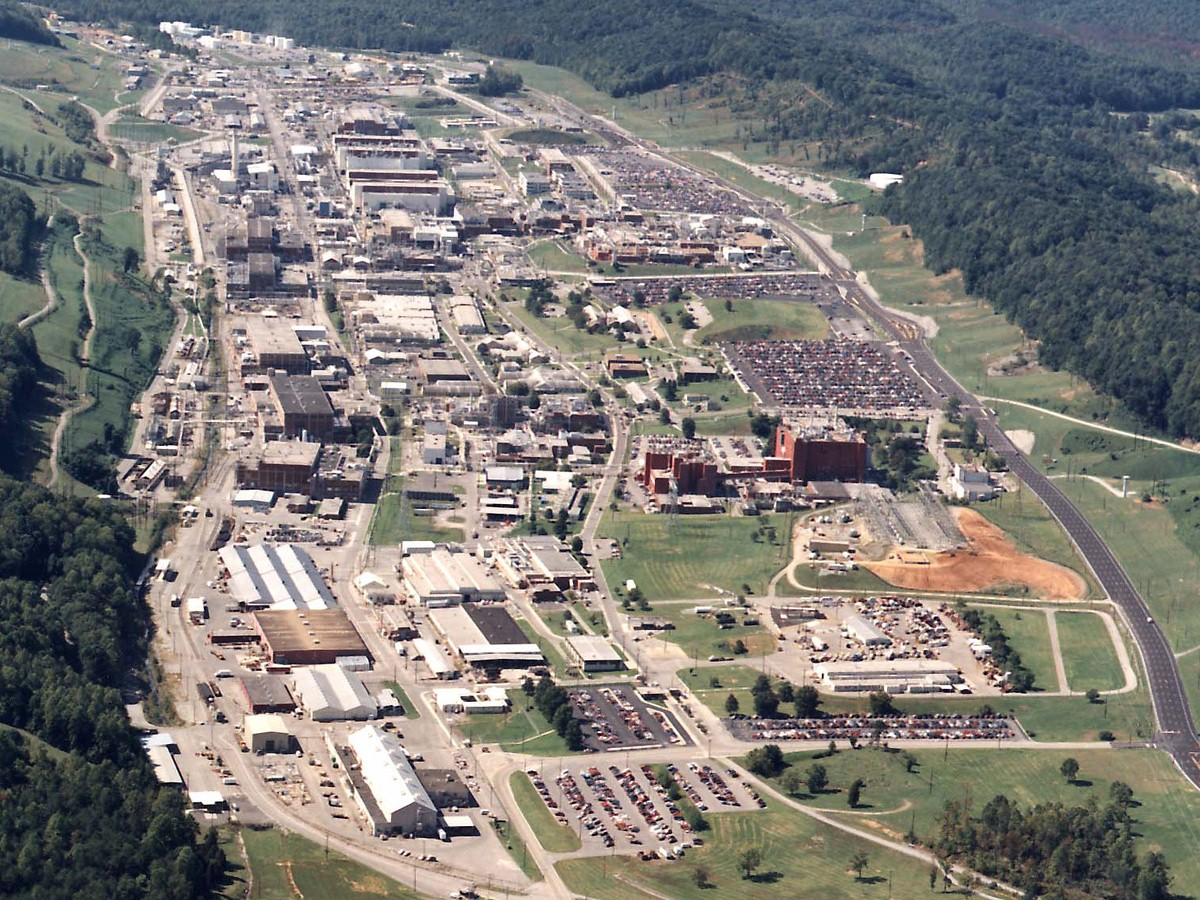
L'usine Y-12, à Oak Ridge, Tennessee.

Pendant la Seconde Guerre mondiale aux États-Unis, des programmes de recherche se sont concentrés sur plusieurs méthodes chimiques de séparation isotopique. L'objectif fut de produire du lithium enrichi en lithium 6, de manière à produire du tritium pour les premières bombes thermonucléaires.
La méthode finalement choisie fut le procédé COLEX, avec de l'hydroxyde de lithium en solution aqueuse mis en contact avec un amalgame mercure-lithium. Elle fut mise en œuvre dans l'usine Y-12 à Oak Ridge dans le Tennessee de 1955 à 1963. Dès 1955, d'importantes difficultés techniques surgissent, principalement dues à l'emploi de grandes quantités de mercure, un élément très toxique. Les stocks de lithium 6 et lithium 7 de cette période furent exploités jusqu'à récemment[Quand ?] pour satisfaire la demande nationale et internationale, relativement faible.
Pour des raisons environnementales, les États-Unis ont officiellement cessé les opérations d'enrichissement du lithium depuis 1963.
Ailleurs dans le monde, dans les années 1970, l'Afrique du Sud a notamment construit une usine pilote exploitant le procédé COLEX dans le cadre de son programme nucléaire.

## Applications du lithium naturel et du lithium enrichi

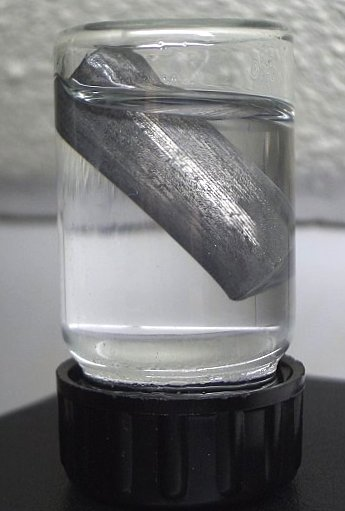
Lithium (Li) flottant dans de l'huile.

Le lithium naturel, ou non enrichi, contient 7,5 % de lithium 6 et 92,5 % de lithium 7.

### Le lithium naturel
Le lithium naturel a de nombreuses applications non nucléaires. On le retrouve dans les batteries lithium-ion, des céramiques, lubrifiants, verres.   
Au début du XXIe siècle, la hausse notable de la production mondiale est stimulée par la demande en batteries lithium-ion à destination des voitures électriques. 
Les applications nucléaires du lithium nécessitent de faibles quantités de la production annuelle mondiale de lithium, sous la forme de lithium enrichi en lithium 6 ou lithium 7.

### Lithium 6
Le lithium 6 a une grande section efficace neutronique. On l'utilise donc dans la production du tritium par fission neutronique, pour les bombes thermonucléaires et pour les futurs réacteurs à fusion se basant sur la fusion à confinement magnétique. Pour cette dernière application, un enrichissement en lithium 6 de 30% à 90% sera requis.  
La production à l'échelle industrielle de lithium 6 a jusqu'à maintenant cessé chez les puissances thermonucléaires, bien que des stocks existent encore dans ces pays.

### Lithium 7
Le lithium 7 a une section efficace neutronique très faible, le rendant transparent aux neutrons. On utilise cette propriété dans un lithium très enrichi en lithium 7 (plus de 99 %) en tant que fluide caloporteur dans les réacteurs à sels fondus, mais aussi en tant que stabilisateur de pH dans les réacteurs à eau pressurisée.

## Principe
Le mercure s'amalgame avec de nombreux métaux, dont le lithium. Le lithium 6 a une plus grande affinité chimique pour le mercure que le lithium 7. Lorsqu'un amalgame de lithium et de mercure est ajouté à une solution aqueuse d'hydroxyde de lithium, le lithium 6 devient plus concentré dans l'amalgame et le lithium 7 plus concentré dans la solution d'hydroxyde.
Le procédé COLEX exploite ce phénomène en faisant passer un flot d'amalgame lithium-mercure allant vers le bas, contre un flot d'hydroxyde de lithium aqueux allant vers le haut, suivant une cascade.  
Le lithium 6 est préférentiellement emporté  par l'amalgame, tandis que le lithium 7 est préférentiellement drainé par l'hydroxyde. En bas de la colonne, l'amalgame  est récupéré , le lithium 6 en est extrait. En haut de la colonne, la solution d'hydroxyde de lithium est électrolysée afin d'extraire lithium 7.  
L'efficacité du procédé dépend de la longueur de la colonne, du débit des deux flots et de la température de travail.

## Avantages et inconvénients du procédé
D'un point de vue technique et économique, le procédé COLEX est jusqu'à maintenant l'unique méthode permettant la production à l'échelle industrielle de lithium enrichi, à des coûts abordables. La technologie a atteint une certaine maturité lui permettant d'être adoptée par de nombreux pays possédant une industrie nucléaire. En effet, le procédé a peu évolué depuis les années 1960.
Cependant, l'exploitation à grande échelle de cette technologie aurait des conséquences désastreuses sur l'environnement. De grandes quantités de mercure sont nécessaires (plus de 10 000 tonnes furent utilisés aux États-Unis entre 1955 et 1963) et les risques de fuites dans l'environnement sont élevées. Les opérations de maintenance et de nettoyage restent également difficiles et onéreuses.
Malgré les risques écologiques, des programmes de recherche de nos jours visent à améliorer le procédé COLEX, en parallèle avec des procédés non chimiques et plus propres .

## Dans le monde
En raison des risques écologiques et de la demande mondiale relativement faible en lithium enrichi, le procédé COLEX fut suspendu en 1963, ce qui renforce le monopole de l'enrichissement de lithium par la Chine, suivie de la Russie.
Cependant, les méthodes de séparation isotopique de lithium ont connu un regain d'intérêt depuis la mise en place de projets internationaux de développement des réacteurs à fusion nucléaire (ITER, Demo) notamment au Japon et aux États-Unis.
La Corée du Nord est soupçonnée de posséder des usines d'enrichissement de lithium employant le procédé COLEX.
De nos jours, la capacité mondiale de production de lithium enrichi est insuffisante pour satisfaire aux besoins de potentielles centrales à fusion.

## Voir également